# هولتسهاوزن (زاکسونی)-آنهالت
هولتسهاوزن (زاکسونی)-آنهالت (به آلمانی: Holzhausen) یک منطقهٔ مسکونی در آلمان است که در بیسمارک واقع شده‌است. هولتسهاوزن  ۱۱۷ نفر جمعیت دارد.